# Der große Gabbo
Der große Gabbo ist der deutsche Titel des US-amerikanischen Tonfilms The Great Gabbo, den James Cruze 1928 für seine eigene Gesellschaft James Cruze Productions inszenierte. Das Drehbuch schrieb Hugh Herbert nach der Kurzgeschichte The Rival Dummy von Ben Hecht (1894–1964). Die Titelrolle spielte Erich von Stroheim, der auch Co-Regie führte, ohne im Vor- und Abspann namentlich genannt worden zu sein. Es war sein erster Tonfilm.

## Handlung
Der Bauchredner Gabbo vermag zwar, seine Bauchrednerpuppe Otto sprechen und singen zu lassen, während er selbst isst, trinkt und raucht, ist aber krankhaft egozentrisch und behandelt Mary, seine junge Assistentin trotz ihrer unverhohlenen Zuneigung zu ihm sehr schlecht. Als sie eines Abends bei seinem Auftritt versehentlich ein Tablett fallen lässt, setzt er zwar ungerührt die Vorstellung fort, überzieht sie aber hinter der Bühne mit Vorwürfen und Unflätigkeiten, die sogar den Bühnenarbeitern unangenehm auffallen. In der Garderobe versucht Mary, ihn vor den Folgen seiner ungezügelten Eigensucht zu warnen; sie werde ihn noch ins Verderben führen. Sie droht ihm, ihn zu verlassen, er kontert, dass ihm das egal sei. Da setzt sie ihr Vorhaben in die Tat um und geht.
Gabbo bleibt mit seiner Puppe Otto, mit der er in der Garderobe spricht, als sei sie ein lebendiger Mensch, allein zurück. Er besteht darauf, niemanden außer sich selbst zu brauchen. Außerdem würde Mary schon von alleine wieder zurückkommen. Otto entgegnet still, das sehe er nicht so. Während Gabbo einen Drink nimmt und dabei auf Mary schimpft, setzt Otto zu einer tiefbewegten Rede an, in der er all das Gute schildert, das Mary für ihn und Gabbo getan habe, und deutet an, dass Gabbo Mary vielleicht doch ein wenig gerngehabt hätte. Da fährt Gabbo hoch und droht, Otto in Stücke zu schlagen, wenn er nicht ruhig wäre. Er schaut sich selbst im Spiegel an und bekräftigt, allein und aus sich selbst heraus erfolgreich zu sein.
Die Zeit vergeht. Gabbo wird tatsächlich ein großer Star am Broadway und genießt seine Popularität in Nachtclubs. Dort halten die Kellner einen Extratisch für ihn und Otto bereit, dem sie die feinsten Gerichte anbieten. Eines Abends sind in dem Lokal auch Mary und ihr neuer Partner Frank  zu Gast, die in der gleichen show wie Gabbo und Otto engagiert sind. Während Frank unverblümt die maßlose Selbstbeweihräucherung kritisiert, die Gabbo treibe, äußert Mary eher Mitleid mit ihm. Als Frank ins Theater zurückkehrt, bleibt Mary noch im Lokal. Während Gabbo speist, unterhält Otto die Anwesenden mit einem Lied. Da bemerkt Gabbo Mary, aber es ist Otto, der sie zu sich an den Tisch bitten lässt. Er ist es auch, der ihr erzählt, wie sehr sie sie vermisst hätten.
Mary lässt sich von Gabbo zum Theater mitnehmen. Frank ist nicht glücklich, als er die beiden ankommen sieht. Noch weniger ist er es, als er bemerkt, dass Gabbo Blumen in Marys Garderobe hat bringen lassen. Er verbietet ihr weiteren Kontakt mit Gabbo. Sie aber geht während Gabbos Auftritt auf der Bühne in seine Garderobe und richtet alles so her wie früher, als sie noch seine Assistentin war. Als Gabbo das wahrnimmt, erzählt er Otto voller Leidenschaft, dass Mary zu ihnen zurückkehren würde. Nach einer weiteren Auseinandersetzung mit Frank verspricht Mary diesem, bei nächster Gelegenheit Gabbo die Wahrheit zu eröffnen: dass sie und Frank geheiratet hätten. Als er dies erfährt, dreht Gabbo durch, sprengt das Finale der Show und schlägt Otto ins Gesicht. Daraufhin verliert er sein Engagement. Betreten schleicht er sich davon, als von der Programmtafel die Buchstaben seines Namens entfernt werden: der „Große Gabbo“ ist nicht mehr.

## Hintergrund
Produktionsleiter war Vernon Keays, das Bühnenbild schuf der Szenograph Robert E. Lee. Die Kostüme entwarf André-ani. Die Tanznummern choreographierte Maurice L. Kusell. Die Tonaufnahmen nach dem Lichttonverfahren der Western Electric besorgte Helmar Bergman. An der Kamera stand Ira Morgan.
Der Film erlebte seine Uraufführung in Amerika im Selwyn Theatre in New York am 12. September 1929. Er wurde auch in Europa gezeigt. In Deutschland und Österreich hatte er erst 1930 Premiere, die deutsche Fassung wurde als eine der ersten Synchronarbeiten in Deutschland bei Hermann Fellner und Josef Somló erstellt, die „aufgrund einer Vereinbarung mit George W. Weeds, Samuel Zierler und Harry H. Thomas“ auch den Verleih für Deutschland (Fellner & Somló GmbH, Berlin) übernahmen. Die deutschen Tonaufnahmen machten Adolf Jansen und Fritz Wenneis, den Tonschnitt besorgte E. Baum. Unter der Sprachregie von Felix Basch sprachen Hans Peppler (Erich von Stroheim), Anneliese Würtz, Eugen Rex, Felix Basch, Greta Keller, Ludwig Behrends und Otto Waldis die deutschen Dialoge.
Der Film lief auch in Frankreich, Italien, Spanien, Polen, Finnland, Japan und Brasilien. Nach Eckardt (2005) wurde er auch in Kapstadt gezeigt.
Die ursprünglich von der Sono Art-World Wide Pictures verliehene Fassung besaß Farbsequenzen nach dem Multicolor-Verfahren; vermutlich ist diese Fassung verschollen.
Die Kinomusik arrangierte Howard Jackson. Der Film enthält Liednummern von Lynn Cowan und Paul Titsworth (Every Now and Then, I’m in Love with You, The New Dance Step) und von Donald McNamee und King Zany (I’m Laughing, Ickey, Caught in a Web of Love, außerdem die jetzt verlorene farbige Nummer The Ga-Ga Bird):
- Text: Lynn Cowan, Musik: Paul Titsworth:
  - Every Now and Then – gesungen von Marjorie Kane und Donald Douglas
  - I’m in Love with You – gesungen von Betty Compson und Donald Douglas
  - That New Step – gesungen von Marjorie Kane und Chor

- Text: King Zany, Musik: Donald McNamee:
  - I’m Laughing – gesungen von Otto the dummy und Erich von Stroheim
  - Ickey (Lollipop Song) – gesungen von Otto the dummy und Erich von Stroheim
  - Web of Love – gesungen von Betty Compson und Donald Douglas

Diese Musikstücke waren auch auf Grammophonplatten erhältlich. Beispiele:
- I’m in Love with You (from the movie The Great Gabbo, 1929) (Lynn Cowan / Paul Titsworth), The High Hatters, with vocal refrain, auf HMV 1929

Robert Gilbert, Richard Rillo und Armin Robinson schrieben 1930 die Gesangstexte für die deutsche Ausgabe:
- Was dein Blick verspricht (I’m in Love with You) Foxtrot aus dem Tonfilm “Der große Gabbo” (P. Titsworth, R. Rillo, A. Robinson). Fred Bird Rhythmicans mit Refraingesang: Luigi Bernauer, auf Homocord 4-3706-I (Matr. H-62807), 1930[9]

- Ha, Ha, Ha! Dann Lach' Ich! (I’m laughing) Foxtrot aus dem Tonfilm “Der große Gabbo” (The Great Gabbo) (King Zany und Don. McNamee) Text von Robert Gilbert und A. Robinson. Tanz-Orchester Dajos Béla mit Gesang, auf Odeon O-2917 a (Matr. Be 8926), 1930[10]

## Rezeption
The Great Gabbo traf bei seiner Uraufführung in Amerika auf eher verhaltene Begeisterung. Stroheim erhielt zwar gute Kritiken, doch trug der Film nicht wesentlich zur Beförderung seiner Karriere bei.

„Mit Figuren wie der des zwielichtigen Zauberkünstlers [!] in The Great Gabbo (1929, Der Große Gabbo) begann er nun zunehmend, sein Image des Fieslings oder seinen Standardauftritt als knalliger Offizier ironisch zu brechen, später auch resignativ zu vermenschlichen.“

Die Vermischung der Tragödie um den Bauchredner mit als unorganisch empfundenen revueartigen Tanz- und Gesangs-Nummern kam nicht gut an. Für das Magazin Photoplay war der Film „eine bittere Enttäuschung“:

„This is a bitter disappointment. Director James Cruze tried to cross a fine Ben Hecht story of an insanely egotistical vaudeville ventriloquist with one of these Hollywood musical revues, and both suffer. Only a fine performance by the bullet-headed Eric von Stroheim and a good one by Betty Compson save the pieces. Cruze seems to have lost his sense of humor, and the lighting and scenario are terrible.“

Die New York Times fand „[…] the narrative absorbing, so much that its ‚elaborate pictorial spectacle on the stage and a real adagio act‘ impeded appreciation of the story of the ‚presumably marvellous ventriloquist‘.“ Und über den Hauptdarsteller hieß es darin: „Mr. von Stroheim is punctilious in the earnestness with which he attacks his role. He might perhaps imbued it with a little more imagination, for when he is supposed, and only supposed, to make the dummy talk there is never a sign of movement in his throat.“
Der Filmhistoriker Arthur Lennig schrieb, dass der Film von geringem Einfallsreichtum zeuge und seine Darsteller wenig vorteilhaft zur Geltung brächte. Auf Beschränkungen im Budget des Films führt er zurück, dass mehrere „Versprecher“ von Mitgliedern der Besetzung bis zum Reinschnitt nicht ausgebessert worden seien. Nur Erich von Stroheims Stimme machte Eindruck:

„It is the voice, frenzied and then modulated to a pianissimo, that is one of the strongest threads, carrying the interest over sequences devoted to color and stage show that would be irrelevant gaps in productions less skillfully directed and enacted.“

Stroheim, der 1909 nach Amerika eingewandert war, sprach um 1929 ein seltsam anmutendes Gemisch aus kontinentalem Wienerisch und breitem amerikanischem Mittelwest-Dialekt. Dieses Gemisch nimmt Stroheim als Gabbo wieder auf, während Gabbos zweites Ich, die Bauchrednerpuppe Otto, mit einem markant „ausländisch“ klingenden, theatralischen deutschen Akzent spricht, wie es Komiker auf Unterhaltungsbühnen tun, wenn sie Deutsche darstellen sollen.
In Paimann’s Filmlisten wird die deutsche Fassung Der große Gabbo recht positiv bewertet:

„Das Interesse an dem Thema überwindet die anfängliche Monotonie des Dialogs zwischen dem Artisten und seiner Puppe. Später wird es sehr packend. Die Regie wahrt trotz des in Auftritte zerfallenden Drehbuchs die Kontinuität der Geschehnisse. Stroheim leiht der Hauptrolle sein reiches Können, von dem seinem Habitus entsprechenden Organ Pepplers ergänzt. Auch das übrige Ensemble spielt gut.“

## Nachwirkung
Die Grundidee des Films, der in den Wahnsinn abdriftende Bauchredner und sein alter ego, die Bauchrednerpuppe, hat im Laufe der Filmgeschichte gleich mehrfach anregend gewirkt:
- Am berühmtesten wurde der britische Episoden-Horrorfilm Dead of Night von 1945, zu dem Alberto Cavalcanti eine Episode mit dem Titel The Ventriloquist’s Dummy beigetragen hat.
- In dem Film Magic von 1978 mit Anthony Hopkins und Ann-Margret geht es um einen Bauchredner, der im Wahn auf das eingebildete Geheiß seiner Puppe „Fats“ Morde begeht.
- Auch zwei Episoden der amerikanischen Mystery-Fernsehserie The Twilight Zone (deutscher Titel: Unglaubliche Geschichten) von Rod Serling, The Dummy[18] und Caesar and Me[19] nehmen das Motiv auf.
- In einer Folge der Zeichentrickserie Die Simpsons, Krusty Gets Kancelled, kommt eine Bauchrednerpuppe vor, die „Gabbo“ heißt.[20]
- Auch der „villain“ Arnold Wesker, der „Bauchredner“ (The Ventriloquist) und seine Puppe „Scarface“[21] in der Comicserie Batman, sind an The Great Gabbo angelehnt: stand dort „Otto“ für die freundliche, helle Hälfte von Gabbos Seele, so verkörpert hier die Puppe die dunkle Seite von Weskers gespaltener Persönlichkeit.[22]

### Artikel
- Erich von Stroheim bei steffi-line.de
- Kritik zu The Great Gabbo in Variety, 31. Dezember 1928
- Kritik zu The Great Gabbo von Mordaunt Hall in der New York Times, 13. September 1929
- Kritik zu The Great Gabbo bei and you call yourself a scientist (Liz Kingsley), re-formatted, 2. Mai 2010
- Kritik zu The Great Gabbo von Dennis Schwartz, 10. Juni 2010
- Robert Kennedy: The Great Gabbo bei cranes are flying, 3. Oktober 2013
- Katharine Trendacosta: The 10 Creepiest Ventriloquist Dummies of All Time. (Artikel mit Abbildungen verschiedener dummies der Filmgeschichte) bei io9.com, 25. März 2013

### Abbildungen
- Zeitungswerbung für The Great Gabbo
- Kinoplakat aus Italien Il Gran Gabbo von 1931

#### Illustrierter Film-Kurier Nr. 1406, 1930
- Illustrierter Film-Kurier: Titelseite Erich von Stroheim als Der große Gabbo, von 1930
- Illustrierter Film-Kurier zu Der große Gabbo, mit dem Liede Ha ha ha, dann lach’ ich
- Illustrierter Film-Kurier zu Der große Gabbo, mit dem Liede Was Dein Blick verspricht
- Illustrierter Film-Kurier: Der grosse Gabbo, von 1930 mit Hinweis auf die Firma Fellner & Somló

#### Standbilder
- Standbild Web of Love aus The Great Gabbo
- Standbild: Betty Compson mit Stroheim und „Otto“
- Standbild: Der große Gabbo bedroht „Otto“

### Filmmusik
- Notentitelblatt I’m in Love with You von Titsworth & Cowan
- Notentitelblatt The Web of Love von Zany & McNamee